# Lyngholmskolen
Lyngholmskolen (tidl. Stenvadskolen) er en folkeskole i Furesø Kommune, der som følge af, at Bybækskolen blev slået sammen med Stenvadskolen, åbnede 1. august 2009 som en ny skole.
Som en konsekvens af det ekstra elevtal, er der blevet opført en 3.000 m² tilbygning til Stenvadskolen, der rummer mediatek, lærerværelse, skolefritidsordning FFO Lyngholms afdeling Lærkehuset, værksted og 12 klasseværelser.
Sammenlægningen af de to skoler betød, at Stenvadskolens optageområde blev delt mellem den nye Lyngholmskolen og den eksisterende Stavnsholtskolen.